# Provinces de Cuba
Cuba est divisé en 15 provinces, tandis que l'île de la Jeunesse (Isla de la Juventud) constitue une « municipalité spéciale ».

## Provinces
1. Municipalité spéciale ;
2. Province de Pinar del Río ;
3. Province d'Artemisa ;
4. La Havane ;
5. Province de Mayabeque ;
6. Province de Matanzas ;
7. Province de Cienfuegos ;
8. Province de Villa Clara ;
9. Province de Sancti Spiritus ;
10. Province de Ciego de Avila ;
11. Province de Camagüey ;
12. Province de Las Tunas ;
13. Province de Granma ;
14. Province de Holguín ;
15. Province de Santiago de Cuba ;
16. Province de Guantánamo.

Subdivisions de Cuba

L'ancienne province d'Oriente (en) a été divisée en 1976 en cinq provinces : Las Tunas, Granma, Holguín, Santiago de Cuba et Guantánamo.

## Municipalité spéciale
1. Île de la Jeunesse

## Histoire

### 1827-1878
En 1827, le gouvernement colonial espagnol cubain a subdivisé l'île en 3 provinces.
| N° | Ancienne province | Capitale         | Provinces actuelles                                                         |
| -- | ----------------- | ---------------- | --------------------------------------------------------------------------- |
| 1  | Occidental        | La Havane        | Pinar del Río, Île de la Jeunesse, La Havane, Ciudad de La Habana, Matanzas |
| 2  | Central           | Camagüey         | Cienfuegos, Villa Clara, Sancti Spiritus, Ciego de Avila, Camagüey          |
| 3  | Oriental          | Santiago de Cuba | Las Tunas, Granma, Holguín, Santiago de Cuba, Guantánamo                    |

### 1878-1976
En 1878, le gouvernement colonial espagnol cubain a subdivisé l'île en 6 nouvelles provinces.
| N° | Ancienne province | Capitale         | Provinces actuelles                                      |
| -- | ----------------- | ---------------- | -------------------------------------------------------- |
| 1  | Pinar del Río     | Pinar del Río    | Pinar del Río                                            |
| 2  | La Havane         | La Havane        | Île de la Jeunesse, La Havane, Ciudad de La Habana       |
| 3  | Matanzas          | Matanzas         | Matanzas                                                 |
| 4  | Las Villas        | Santa Clara      | Cienfuegos, Villa Clara, Sancti Spiritus                 |
| 5  | Camagüey          | Camagüey         | Ciego de Avila, Camagüey                                 |
| 6  | Oriente           | Santiago de Cuba | Las Tunas, Granma, Holguín, Santiago de Cuba, Guantánamo |

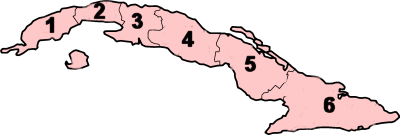
Subdivisions de Cuba avant 1976.

Le découpage actuel ressemble étroitement à celui des provinces militaires espagnoles pendant la guerre d'indépendance de Cuba au cours de laquelle les secteurs les plus agités avaient été séparés.

## Démographie
| Province            | Capitale              | Population (2005) | Population (%) | Superficie (km2) | Superficie (%) | Densité  |
| ------------------- | --------------------- | ----------------- | -------------- | ---------------- | -------------- | -------- |
| Camagüey            | Camagüey              | 784 178           | 7,02           | 14 134           | 13,2           | 50,22    |
| Ciego de Ávila      | Ciego de Ávila        | 411 766           | 3,68           | 5 962            | 5,6            | 60,70    |
| Cienfuegos          | Cienfuegos            | 395 183           | 3,54           | 4 149            | 3,9            | 94,54    |
| Ciudad de la Habana | La Havane             | 2 201 610         | 19,70          | 740              | 0,7            | 3 053,49 |
| Granma              | Bayamo                | 822 452           | 7,36           | 8 452            | 7,9            | 98,20    |
| Guantánamo          | Guantánamo            | 507 118           | 4,54           | 6 366            | 6,0            | 82,22    |
| Holguín             | Holguín               | 1 021 321         | 9,14           | 9 105            | 8,5            | 109,90   |
| Isla de la Juventud | Nueva Gerona          | 86 559            | 0,77           | 2 199            | 2,1            | 35,78    |
| La Havane           | La Havane             | 711 066           | 6,36           | 5 669            | 5,3            | 124,06   |
| Las Tunas           | Victoria de Las Tunas | 525 485           | 4,70           | 6 373            | 6,0            | 79,77    |
| Matanzas            | Matanzas              | 670 427           | 6,00           | 11 669           | 10,0           | 56,80    |
| Pinar del Río       | Pinar del Río         | 726 574           | 6,50           | 10 860           | 10,2           | 66,63    |
| Sancti Spíritus     | Sancti Spíritus       | 460 328           | 4,12           | 6 737            | 6,3            | 68,33    |
| Santiago de Cuba    | Santiago de Cuba      | 1 036 281         | 9,27           | 6 343            | 5,9            | 168,32   |
| Villa Clara         | Santa Clara           | 817 395           | 7,31           | 8 069            | 7,6            | 97,17    |
| Cuba                | La Havane             | 11 177 743        |                | 106 827          |                | 101,72   |

## Source
- (en) Cet article est partiellement ou en totalité issu de l’article de Wikipédia en anglais intitulé « Provinces of Cuba » (voir la liste des auteurs).